# Schoonzus
Een schoonzus, zwagerin of zwageres is een vrouwelijk aangetrouwd familielid, waarbij de verwantschap dus is ontstaan door een geregistreerd partnerschap of huwelijk. In praktijk betekent dit dat er drie verschillende mogelijkheden zijn om iemand schoonzus of zwagerin of zwageres te noemen.
1. Het kan de vrouwelijke partner zijn van iemands broer of zus. (De vrouwelijke partner van mijn broer/zus is mijn schoonzus.)
2. Het kan de zus zijn van iemands partner. (De zus van mijn partner is mijn schoonzus.)
3. Het kan de vrouwelijke partner zijn van de broer of zus van iemands partner. (De vrouwelijke partner van de broer/zus van mijn partner is mijn schoonzus.)

Het mannelijk equivalent is schoonbroer of zwager.
De vormen zwagerin en zwageres worden meer gebruikt in Suriname dan in Europa.
Als uit een verbintenis kinderen geboren zijn blijft de schoonfamilie na het ontbinden van de relatie familie van de kinderen: de ouders van de ex-partner blijven de grootouders van de kinderen en eventuele broers en zussen van de ex-partner blijven ooms en tantes van de kinderen.